# Da pacem, Domine

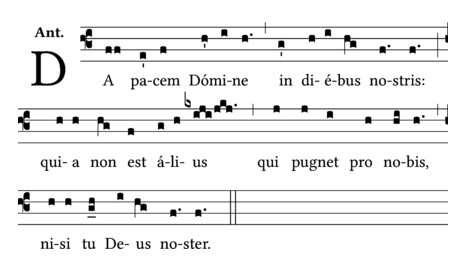
Da pacem Domine, é um canto gregoriano do século IX

Da pacem Domine  (Dê paz, Senhor) é o incipito de dois textos latinos diferentes, um hino e uma introdução . Ambos têm sido a base para composições a serem usadas na liturgia da igreja, começando pelo canto. Versões parafraseadas do hino foram criadas por Martinho Lutero em alemão em 1529, "Verleih uns Frieden", também ambientado por vários compositores. Em inglês, o hino entrou no Livro de Oração Comum: " Dê a paz em nosso tempo, ó Senhor ".

## História e configurações musicais

### Latim
O texto é um hino do século VI ou VII baseado nos versículos bíblicos de II Reis  20,19, II Crônicas 20,12-15 e Salmo 72, 6-7.
As configurações do hino latino incluem Da pacem Domine de Arvo Pärt (2004) ou Da pacem Domine de Juan María Solare (2018).

### Alemão
Martinho Lutero escreveu uma paráfrase em alemão, "Verleih uns Frieden".  Uma segunda estrofe, iniciando "Gieb unsern Fürsten", foi posteriormente adicionada ao texto de Lutero por Johann Walter e, dessa forma, o hino permaneceu como um coral, aparecendo nas cantatas de Johann Sebastian Bach. Outras configurações incluem um motivo na coleção Geistliche Chormusik, de Heinrich Schütz (publicado em 1648), e Verleih uns Frieden, uma cantata coral de Mendelssohn.

### Inglês
Uma versão em inglês, "Dê paz aos nossos dias, ó Senhor", faz parte do Livro de Oração Comum.  A frase semelhante Paz para o nosso tempo tem sido usada em contextos políticos.

## A introdução
Um texto diferente com a mesma primeira linha é o Introit for Pentecost XVIII, baseado em Eclesiástico 36,18 e Salmo 122,1 (Salmo 121 na Vulgata)